# 过路塘
过路塘，位于中国广东省揭阳市揭西县坪上镇辖区，为揭西县的一个县级文物保护单位，类型为古建筑，公布时间为1990年。
过路塘的历史年代为明代。